# Eduardo Jorge Martins Alves Sobrinho
Pour les articles homonymes, voir Eduardo Jorge, Jorge et Sobrinho.
Eduardo Jorge Martins Alves Sobrinho, plus couramment appelé Eduardo Jorge, né le 26 octobre 1949, est un médecin et homme politique brésilien.
Il se présente deux fois aux élections présidentielles brésiliennes, d'abord comme candidat à la présidence en 2014 (obtenant 0,61 % des suffrages exprimés) puis comme candidat à la vice-présidence en 2018 (obtenant 1 % des suffrages exprimés).